# Rindszungen
Die Rindszungen oder Steinsamen (Buglossoides) sind eine Pflanzengattung in der Familie der Raublattgewächse (Boraginaceae). Die 9 bis 15 Arten sind in Eurasien verbreitet.

## Beschreibung

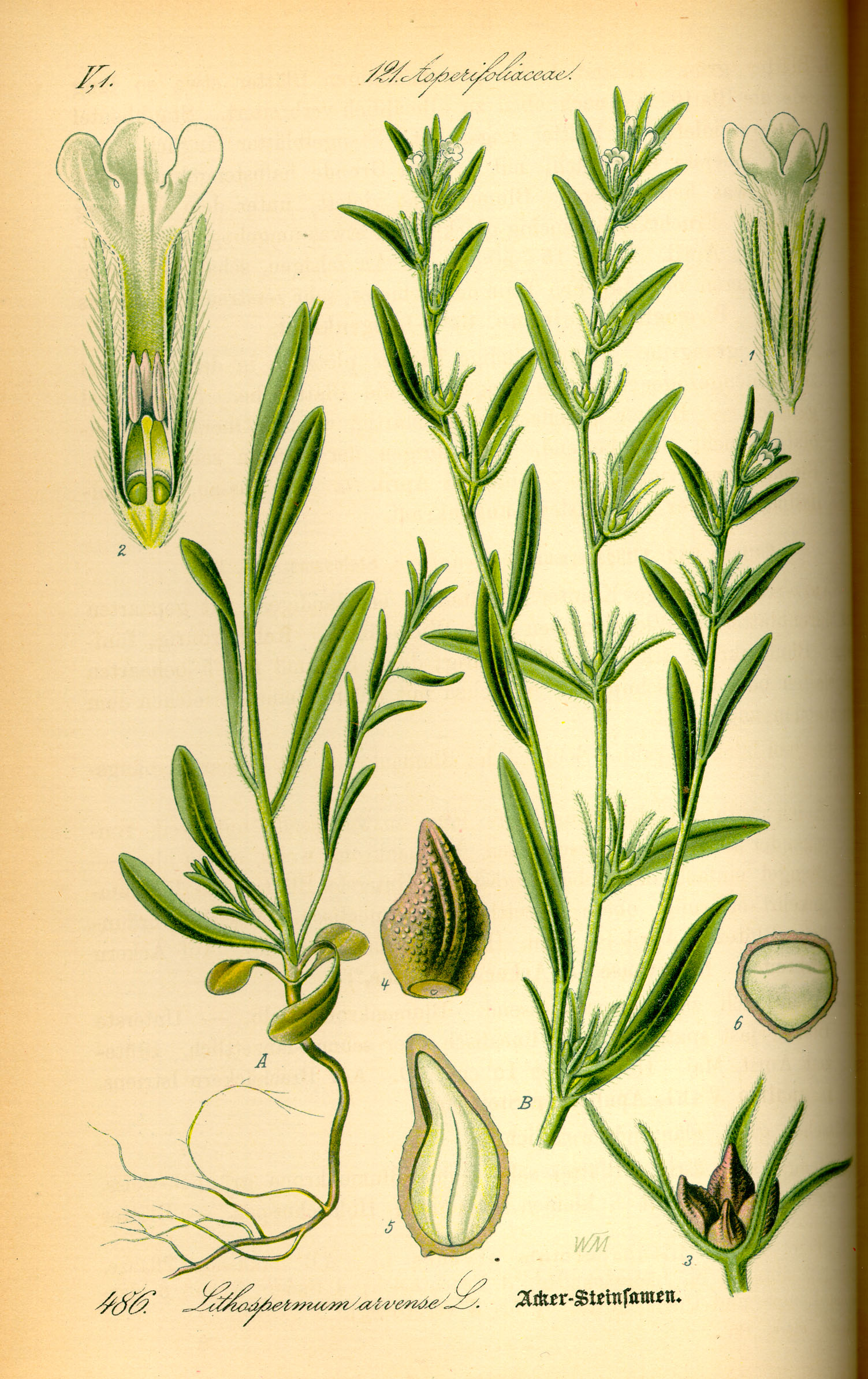
Illustration von Acker-Steinsame (Buglossoides arvensis)

### Vegetative Merkmale
Die Rindszungen-Arten sind einjährige oder ausdauernde krautige Pflanzen oder Halbsträucher mit Wuchshöhen bis zu 0,5 Meter. Stängel und Blätter besitzen-borstige Haare. Die wechselständigen Laubblätter besitzen meist keinen Blattstiel, sind einfach und an der Oberseite behaart. An der Unterseite ist nur der Mittelnerv sichtbar. Nebenblätter fehlen.

### Generative Merkmale
Die Blüten stehen meist in Wickeln. Die zwittrigen Blüten sind radiärsymmetrisch und fünfzählig. Die fünf Kelchblätter sind verwachsen. Die verwachsene Krone besitzt im Schlund keine Falten, sondern lediglich fünf deutliche Drüsen- oder Haarleisten. Die Kronzipfel sind deutlich kürzer als die Kronröhre. Die Farbe der Krone ist weiß bis cremefarben oder blau bis purpurn. Es ist nur ein Kreis mit fünf Staubblättern vorhanden. Zwei Fruchtblätter sind zu einem oberständigen Fruchtknoten verwachsen, der durch eine falsche Scheidewand in vier Teile geteilt ist.
Die zwei oder vier Teilfrüchte pro Klausenfrucht sind nussartig und beinhalten je einen Samen. 

## Systematik

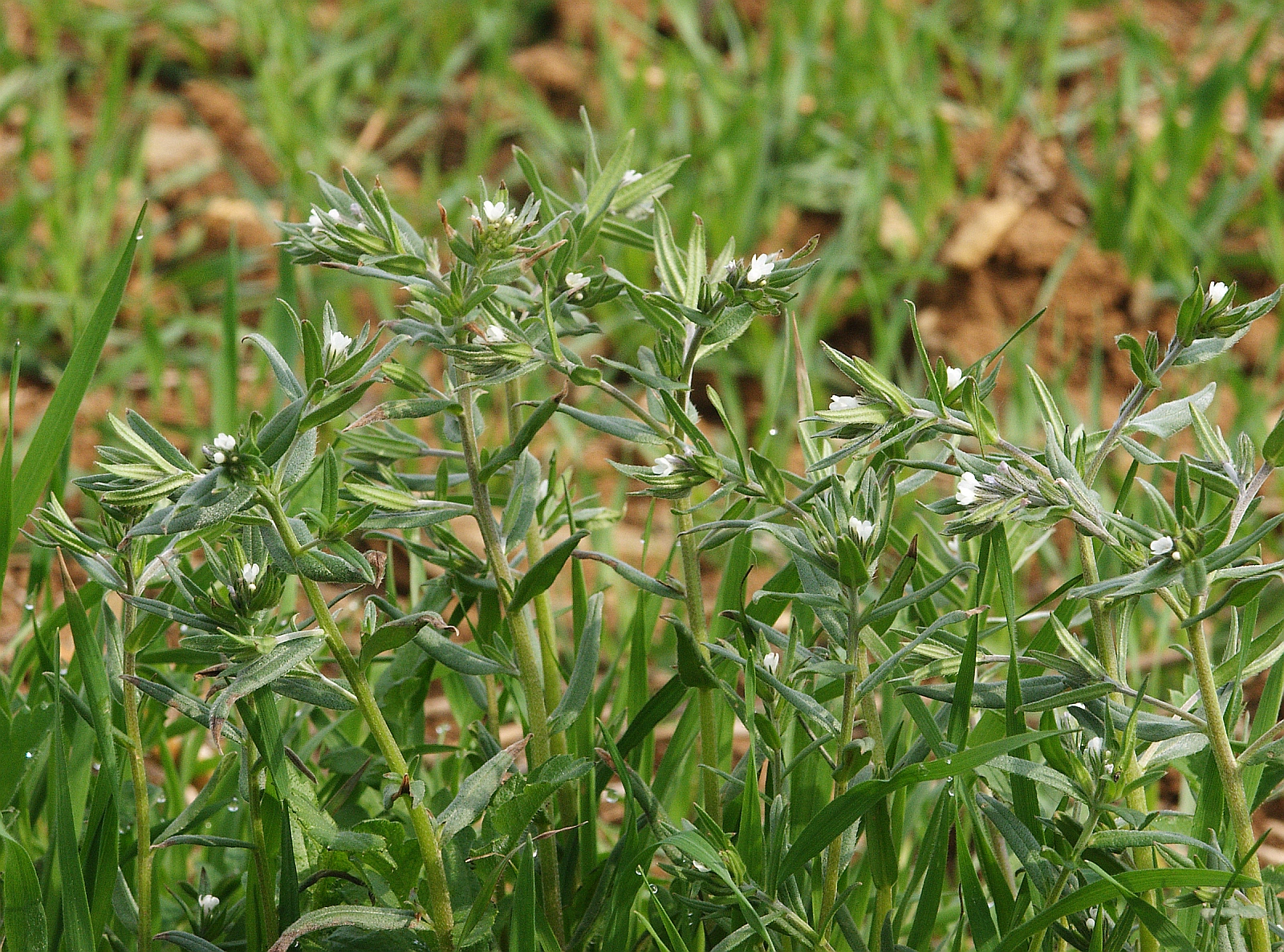
Acker-Steinsame (Buglossoides arvensis)

Die Gattung Buglossoides wurde 1794 durch Conrad Moench in Methodus Plantas Horti Botanici et Agri Marburgensis: a staminum situ describendi, S. 418 aufgestellt. Der botanische Gattungsname Buglossoides leitet sich von den griechischen Wörtern boús für Rind oder Ochse und glotta für Zunge und -oides für ähnlich ab.
Die Gattung Buglossoides gehört zur Tribus Lithospermeae in der Unterfamilie Boraginoideae innerhalb der Familie Boraginaceae. Die Gattung Buglossoides wurde manchmal auch in die Gattung Lithospermum eingegliedert. 2008 und 2014 ergaben Untersuchungen, dass einige Buglossoides-Arten in die Gattungen Glandora D.C.Thomas & al. sowie Aegonychon Gray zu stellen sind.
Die Gattung Buglossoides umfasst je nach Autor etwa 9 bis 15 Arten, wobei nur maximal sieben Arten auch in Europa vorkommen:
- Acker-Steinsame bzw. Acker-Rindszunge (Buglossoides arvensis (L.) I.M.Johnston)[2]
- Buglossoides czernjajevii (Klokov) Czerep.: Sie kommt in Moldawien und in der Ukraine vor.[2]
- Buglossoides glandulosa (Velen.) R.Fern.: Sie kommt in Bulgarien und Rumänien vor.[2]
- Dickstiel-Rindszunge (Buglossoides incrassata (Guss.) I.M.Johnston): Es gibt mehrere Unterarten:[1]
  - Buglossoides incrassata (Guss.) I.M.Johnston subsp. incrassata: Sie ist in Europa und in Nordafrika verbreitet.[2]
  - Buglossoides incrassata subsp. permixta (Jord.) L.Cecchi & Selvi (Syn.: Lithospermum permixtum Jord., Buglossoides arvensis subsp. permixta (Jord.) R.Fern., Buglossoides permixta (Jord.) Holub): Sie wurde 2014 zu dieser Unterart umkombiniert.[1]: Sie kommt nur in Spanien und Frankreich vor.[2]
  - Buglossoides incrassata subsp. splitgerberi (Guss.) E. Zippel & Selvi (Syn.: Lithospermum splitgerberi Guss., Buglossoides arvensis subsp. splitgerberi (Guss.) Giardina & Raimondo): Sie kommt in Italien, Sizilien, Korsika und in Deutschland vor.[2]
- Buglossoides minima (Moris) R.Fern.: Sie kommt in Italien, Sizilien und Sardinien vor.[2]
- Buglossoides tenuiflora (L. f.) I.M.Johnst., synonym Lithospermum tenuiflorum: Sie wurde im Mittelalter wie Lithospermum officinale in der Heilkunde eingesetzt[3] und kommt vor in Südeuropa, Westasien und von Nordafrika bis Afghanistan.[4]

Nach Lorenzo Cecchi et al. 2014 sind wenige Arten in die reaktivierte Gattung Aegonychon Gray ausgegliedert:
- Aegonychon calabrum (Ten.) Holub: Sie kommt in Italien vor.[1][2]
- Blauroter Steinsame bzw. Blaurote Rindszunge, Purpurblaue Rindszunge, Purpurblauer Steinsame (Buglossoides purpurocaerulea (L.) I.M.Johnston → Aegonychon purpurocaeruleum (L.) Holub (Syn.: Aegonychon purpurocaeruleum (L.) Holub[2], Lithospermum purpurocaeruleum L.))[1]: Die Verbreitung reicht von Süd- und Mitteleuropa über Kleinasien bis zum Iran.

Nach Lorenzo Cecchi et al. 2014 gehören zwei Arten in die 2008 neu aufgestellte Gattung Glandora D.C.Thomas & al.:
- Buglossoides gastonii (Benth.) I.M.Johnst. → Glandora gastonii (Benth.) L.Cecchi & Selvi (Syn.: Lithospermum gastonii Benth., Aegonychon gastonii (Benth.) Holub): Sie kommt in Spanien und in Frankreich vor.[2]
- Buglossoides goulandriorum (Rech. f.) Govaerts → Glandora goulandriorum (Rech.f.) L.Cecchi & Selvi (Syn.: Lithospermum goulandriorum Rech. f., Aegonychon goulandriorum (Rech. f.) Holub): Es gibt zwei Unterarten:
  - Glandora goulandriorum (Rech.f.) L.Cecchi & Selvi subsp. goulandriorum: Sie kommt in Griechenland vor.[2]
  - Glandora goulandriorum subsp. thessalica (Aldén) L.Cecchi & Selvi (Syn.: Aegonychon goulandriorum subsp. thessalicum (Aldén) Valdés): Sie kommt in Griechenland vor.[1][2]

## Belege
- Manfred A. Fischer, Karl Oswald, Wolfgang Adler: Exkursionsflora für Österreich, Liechtenstein und Südtirol. 3., verbesserte Auflage. Land Oberösterreich, Biologiezentrum der Oberösterreichischen Landesmuseen, Linz 2008, ISBN 978-3-85474-187-9.
- H. R. Coleman: Buglossoides. Datenblatt bei FloraBase - Western Australian Flora., abgerufen am 3. Mai 2008
- Kurzbeschreibung in der Flora of Pakistan. (engl.)
- Buglossoides bei Tropicos.org. Missouri Botanical Garden, St. Louis, abgerufen am 12. Juli 2013.
- Lorenzo Cecchi, Andrea Coppi, Hartmut H. Hilger, Federico Selvi: Non-monophyly of Buglossoides (Boraginaceae: Lithospermeae): Phylogenetic and morphological evidence for the expansion of Glandora and reappraisal of Aegonychon. In: Taxon Volume 63, Issue 5, 2014, S. 1065–1078. doi:10.12705/635.4